# Большое Лепозеро
Большое Лепозеро — озеро на территории Ледмозерского сельского поселения Муезерского района Республики Карелии.

## Общие сведения
Площадь озера — 1,1 км². Располагается на высоте 133,8 метров над уровнем моря.
Форма озера лопастная, продолговатая: оно вытянуто с северо-запада на юго-восток. Берега изрезанные, каменисто-песчаные, местами заболоченные.
Через озеро протекает безымянный водоток, текущий из озера Вуаръярви и впадающий в Унгозеро. Через Унгозеро протекает река Унга, впадающая в реку Онду, втекающую, в свою очередь, в Нижний Выг.
По центру озера расположен один небольшой остров без названия.
К востоку от озера проходит лесная дорога.
Код объекта в государственном водном реестре — 02020001311102000008050.